# Paran
Paran, ook wel de woestijn van Paran, was een oude landstreek langs de noordelijke Rode Zee.
Volgens de Hebreeuwse Bijbel verkoos Ismaël, de zoon van Abraham en Hagar, deze streek als woonplaats. Hier werden zijn 12 zonen geboren, die volgens de traditie de voorvaderen werden van de 12 stammen waar de hedendaagse Arabieren van zouden afstammen. 
Het is niet duidelijk af te leiden uit historische bronnen waar Paran precies lag.
- In Deuteronomium 1:1 en 33:2 wordt Paran geassocieerd met de Sinaï.
- Volgens onder andere Eusebius van Caesarea[1] en de Arabische traditie[2] lag Paran in Saoedi-Arabië en komt grotendeels overeen met de hedendaagse streek Hidjaz waar de voor moslims heilige islamitische steden Mekka en Medina liggen.